# أرتو تانر
أرتو تانر (بالفنلندية: Arto Tanner)‏ هو سياسي فنلندي، ولد في 9 يناير 1935، وتوفي في 18 أكتوبر 2002.